# 1927

## أحداث
- تأسيس نادي الاتحاد السعودي
- تأسيس مدينة بورتو , بيناسكو[الإنجليزية] وتقع حاليا في المكسيك.
- تأسيس مدينة بورفؤاد وتقع حاليا في مصر.
- تأسيس مدينة فلين فلون وتقع حاليا في كندا.
- تأسيس مدينة الرمثا وتقع حاليا في الأردن.
- تأسيس مدينة بيرتوا وتقع حاليا في الكاميرون.
- نهاية حروب الريف في 1927 والتي بدأت في 1920.
- 4 يناير - تأسيس نادي الاتحاد العربي السعودي .
- 10 فبراير - تأسيس العصبة المناهضة للإمبريالية والاستعمار في بروكسل ببلجيكا.
- 18 أغسطس - تولي الملك محمد الخامس مقاليد حكم المغرب
- 15 أكتوبر - اكتشاف أول حقل نفط في كركوك بالعراق.
- يوليو تغيير اسم دولة سلطنة نجد وملحقاتها إلى مملكة الحجاز ونجد وملحقاتها.
- الملك عبد الله الأول بن الحسين يعلن اعترافه بمملكة الحجاز ونجد وملحقاتها.
- 18 أكتوبر تسمية بلد بريطانيا مملكة بريطانيا العظمى وشمال أيرلندا المتحدة.
- 20 مايو - الملك عبد العزيز يصبح ملكا لممملكة الحجاز ونجد ويعين ابنه سعود نائبا له في نجد وفيصل نائبا في الحجاز.
- 2 نوفمبر الذكرى العاشرة لوعد بلفور.
- الرئيس الأمريكي يقوم بإنشاء أول صندوق للتنمية العقارية في بلاده.
- توقيع معاهدة جدة بين الحكومة البريطانية ومملكة الحجاز ونجد وملحقاتها، أسست على قيام الدولة النجدية.

## مواليد
- آندي ويليامز
- أحمد بهاء الدين
- أحمد محمد عامر
- آلن ماكديرميد
- إسحاق حوفي
- إنزو بيرزوت
- الحبيب بورقيبة الابن
- الخواجة بيجو
- الطاهر شريعة
- الهادي آدم
- بشير بومعزة
- بهجت المحيسن
- بول فولكر
- بوميبول أدولياديج
- بياتريس أوهانسيان
- بينيدكتوس السادس عشر
- تورغوت أوزال
- ثروت أباظة
- جورج أولاه
- جون كاندر
- جون مكارثي (عالم)
- حامد القروي
- حسن السعيد
- حسن عبد السلام
- حسين على
- خالد عيد أحمد عيد
- دون ريفي
- ديدوش مراد
- رأفت الهجان
- روجر مور
- روزالين سميث كارتر
- روزماري هاريس
- رياض طه
- رينزو بيوريني
- سعدون حمادي
- سعيد مراغة
- سيدني برانر
- شوقي عبود
- صامويل هنتنجتون
- صلاح أبو إسماعيل
- ضافي الجمعاني
- عاطف سالم
- عبد الباسط عبد الصمد
- عبد الشكور شعلان
- عبد الله بن علي كانو
- عبد الله واثق شهيد
- عمانوئيل الثالث دلي
- عمر التومي الشيباني
- عمر عبد الله دخقان
- غائب طعمة فرمان
- غابرييل غارسيا ماركيز
- غابرييل كامبس
- غونتر غراس
- فؤاد زكريا
- فؤاد التكرلي
- فؤاد عزيز غالي
- فاطمة موسى
- فتحي غانم
- فتحية مزالي
- فرانك أوفاريل
- فرانك شيروود رولاند
- فلاديمير إليوشن
- فلاديمير كوماروف
- فيتوريو كريكوتي
- فيرنون سميث
- فيرينك بوشكاش
- كارل مولر
- كامل زهيري
- كاميني كوشال
- كلاوس بوخه
- كيم يونغ سام
- لاديسلاو كوبالا
- لاشين أبو شنب
- مارتن بيرل
- مارشال نيرنبرغ
- مالك حداد
- مالكوم أليسون
- مانفرد أيغن
- مانويل ريفيرا
- مايكل دوغلاس غولدر
- محمد إبراهيم أبو سليم
- محمد بن أحمد عبد الغني
- محمد دياب العطار
- مستيسلاف روستروبوفيتش
- معصومة محمد كاظم
- ميريام أكافيا
- ميشيل هابيرا
- نزيهة سليم
- نصري شمس الدين
- نورمان بيتي
- نيل سيمون
- نيلتون سانتوس
- هارون هاشم رشيد
- هاري ماركويتز
- هانز ديتريش غينشر
- هشام شرابي
- همت مصطفى
- وديع حداد
- يوب ديرفال
- يوسف إدريس
- يوسف العاني
- صباح
- تركي الهنداوي، من رجالات الأردن.
- ذوقان الهنداوي، من رجالات الأردن.

### يناير
- 1 يناير - عبد الباسط عبد الصمد، قارئ مصري.
- 22 يناير - عبد العزيز علي فرج، قارئ مصري.

### فبراير
- 14 فبراير - سيزو كاتو، ممثل أداء صوتي ياباني.

### مارس
- 12 مارس - إيميت ليث، فيزيائي أمريكي.

### يونيو
- 30 يونيو - جون والتون، سياسي أسترالي.

### يوليو
- 5 يوليو - عبده بدوي، شاعر مصري.

### ديسمبر
- 18 ديسمبر - جيمس ويسلي توربين، طبيب وواعظ أمريكي.

### سبتمبر
- 1 سبتمبر - سوشانا أفروييم، رسامة نمساوية.

## نوفمبر
- 10 نوفمبر - صباح، مغني لبنانية

## وفيات
- آحاد هعام
- أحمد دهمان
- ألبرشت كوسل
- إسماعيل باشا أباظة
- جون هنري ديفيز
- خالد بن برغش البوسعيدي
- خوان غريس
- سام وارنر
- غاستون ليرو
- فهد بن عبد المحسن الهذال
- فرانسيس بيل
- فيلم أينتهوفن
- لودفيك زامنهوف
- ماتيلدي سيراو
- هربرت سبنسر هادلي
- يعقوب صروف
- 17 نوفمبر - وفاة سلطان المغرب مولاي يوسف.
- 2 أكتوبر - سفانت أرينيوس.
- مصطفى أفندي الألوسي
- عبد الرحمن الكيلاني النقيب
- سعد زغلول
- ماركوس لوي
- 11 ديسمبر - سيرجي سازونوف، وزير خارجية الإمبراطورية الروسية.

## نال جائزة نوبل
- في الفيزياء – مناصفة بين الأمريكي أرثور كومبتون والبريطاني تشارلز ويلسون.
- في الكيمياء – الألماني هاينريش فيلاند.
- في الطب – النمساوي يوليوس فاغنر فون يورغ.
- في الأدب – الفرنسي هنري برجسون.
- في السلام – مناصفة بين الفرنسي فرديناد بويسون والألماني لودنيج كويد.